# Arroyo del Arenal Grande (Arroyo Grande)
Der Arroyo del Arenal Grande ist ein Fluss in Uruguay.
Er entspringt einige Kilometer westlich von Trinidad und unmittelbar westlich der Quellen des Arroyo Marincho sowie des Arroyo del Arenal Chico. Von dort fließt er auf dem Gebiet des Departamentos Flores in überwiegend westliche Richtung. Er mündet an der Grenze zum Nachbardepartamento Soriano als rechtsseitiger Nebenfluss in den Arroyo Grande.